# Катлери
Ка́тлери (эст. Katleri) — микрорайон в районе Ласнамяэ города Таллина, столицы Эстонии.

## География

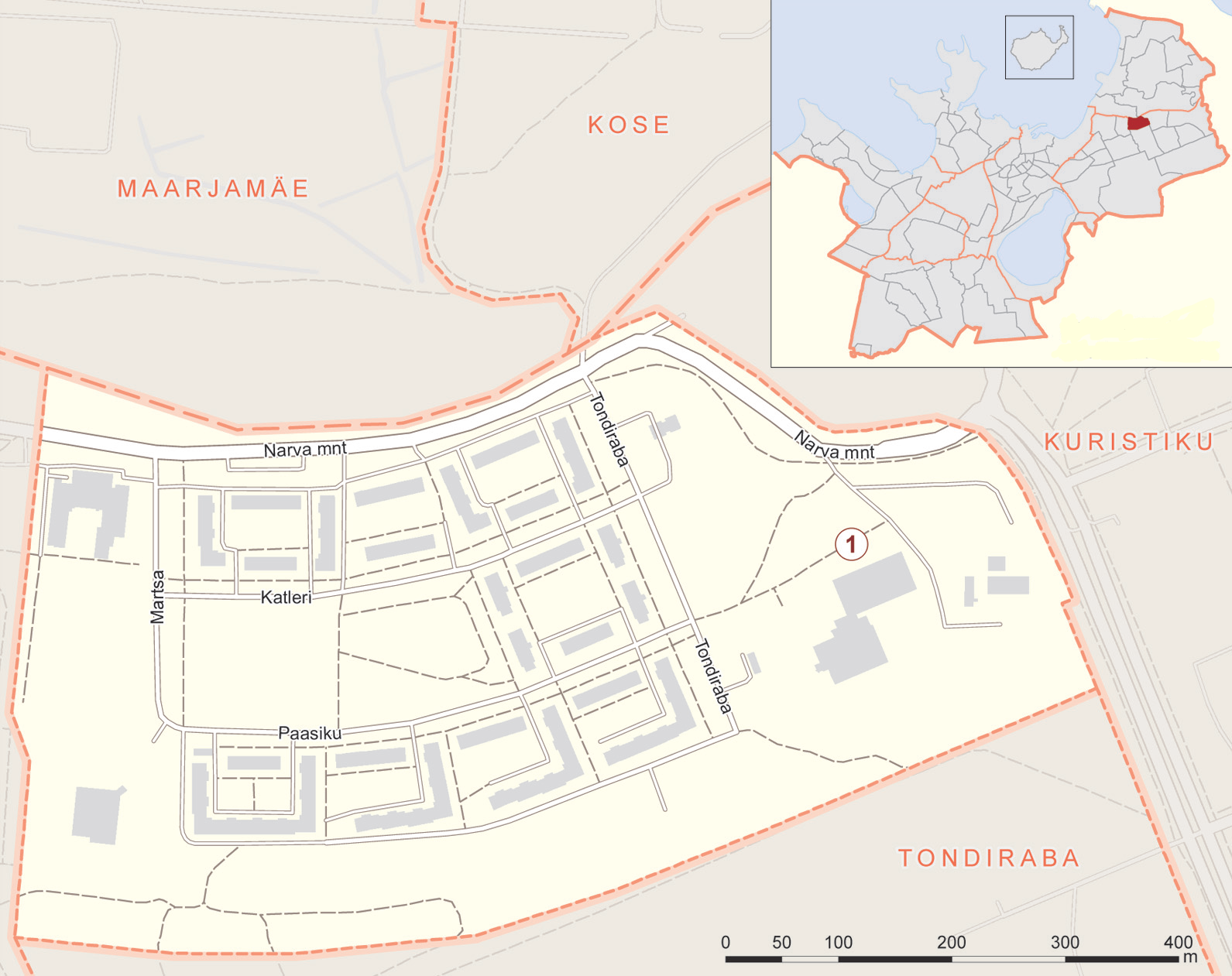
Карта микрорайона Катлери

Расположен в восточной части Таллина. Граничит с микрорайонами Козе, Куристику, Лоопеалсе, Маарьямяэ и Тондираба. Площадь — 0,38 км². Плотность населения на 1 января 2023 года — 12405,3 чел/км².

## Улицы
В микрорайоне Катлери проходят улицы Катлери, Мартса, Мустакиви, Нарвское шоссе, Паазику, Раху и Тондираба.

## Население
| Численность населения микрорайона Катлери на 1 января по данным Регистра народонаселения | Численность населения микрорайона Катлери на 1 января по данным Регистра народонаселения | Численность населения микрорайона Катлери на 1 января по данным Регистра народонаселения | Численность населения микрорайона Катлери на 1 января по данным Регистра народонаселения | Численность населения микрорайона Катлери на 1 января по данным Регистра народонаселения | Численность населения микрорайона Катлери на 1 января по данным Регистра народонаселения | Численность населения микрорайона Катлери на 1 января по данным Регистра народонаселения | Численность населения микрорайона Катлери на 1 января по данным Регистра народонаселения | Численность населения микрорайона Катлери на 1 января по данным Регистра народонаселения | Численность населения микрорайона Катлери на 1 января по данным Регистра народонаселения | Численность населения микрорайона Катлери на 1 января по данным Регистра народонаселения | Численность населения микрорайона Катлери на 1 января по данным Регистра народонаселения | Численность населения микрорайона Катлери на 1 января по данным Регистра народонаселения | Численность населения микрорайона Катлери на 1 января по данным Регистра народонаселения |
| 2008                                                                                     | 2011                                                                                     | 2012                                                                                     | 2013                                                                                     | 2014                                                                                     | 2015                                                                                     | 2016                                                                                     | 2017                                                                                     | 2018                                                                                     | 2019                                                                                     | 2020                                                                                     | 2021                                                                                     | 2022                                                                                     | 2023                                                                                     |
| ---------------------------------------------------------------------------------------- | ---------------------------------------------------------------------------------------- | ---------------------------------------------------------------------------------------- | ---------------------------------------------------------------------------------------- | ---------------------------------------------------------------------------------------- | ---------------------------------------------------------------------------------------- | ---------------------------------------------------------------------------------------- | ---------------------------------------------------------------------------------------- | ---------------------------------------------------------------------------------------- | ---------------------------------------------------------------------------------------- | ---------------------------------------------------------------------------------------- | ---------------------------------------------------------------------------------------- | ---------------------------------------------------------------------------------------- | ---------------------------------------------------------------------------------------- |
| 5045                                                                                     | ↗5079                                                                                    | ↘5037                                                                                    | ↘5031                                                                                    | ↗5133                                                                                    | ↗5156                                                                                    | ↘5147                                                                                    | ↘5113                                                                                    | ↘5084                                                                                    | ↘4899                                                                                    | ↗4907                                                                                    | ↘4871                                                                                    | ↘4774                                                                                    | ↘4714                                                                                    |

## История
В XIX веке казначей Карл Николай Кох построил на территории современного микрорайона, вблизи верхового болота Тонди, летнюю мызу Катлери, которая во второй половине XIX века официально называлась Карлова (Carlowa). К мызе относился земляной участок площадью 50 гектар, большая часть которого страдала от чрезмерной влажности. Здание мызы окружали небольшая аллея и сад с металлической оградой.
В конце XIX века на территории усадьбы проводились военные учения. После Второй мировой войны здание усадьбы использовалось советскими военнослужащими.
В 1991 году на основе VIII микрорайона Ласнамяэ, земель бывшей мызы и северной части верхового болота Тонди был создан микрорайон Катлери.
В начале 1990-х годов микрорайон был застроен пяти- и девятиэтажными панельными домами.

## Учреждения, объекты досуга
В Катлери находится Таллинская гимназия для взрослых (эст. Tallinna Täiskasvanute Gümnaasium) — самая большая вечерняя школа в Эстонии. В гимназии возможно частичное обучение на русском языке и по окончании школы можно сдавать государственный экзамен по эстонскому языку как в качестве родного, так и в качестве второго языка.
В микрорайоне расположен детский дневной центр Ласнамяэского социального центра — учреждение, оказывающее помощь детям с проблемным поведением и проблемами в школе. Здесь предоставляются консультации и помощь в учёбе, организуются экскурсии и детские лагеря.

### Спорт
В Катлери расположены стадион гимназии для взрослых и площадка для игры в волейбол.
На улице Тондираба находится школа тенниса Ало Ояссалу и теннисный клуб «Тондираба».

## Общественный транспорт
В микрорайоне курсируют городские автобусы маршрутов № 12, 29, 60, 63, 65.

## Галерея

Микрорайон Катлери
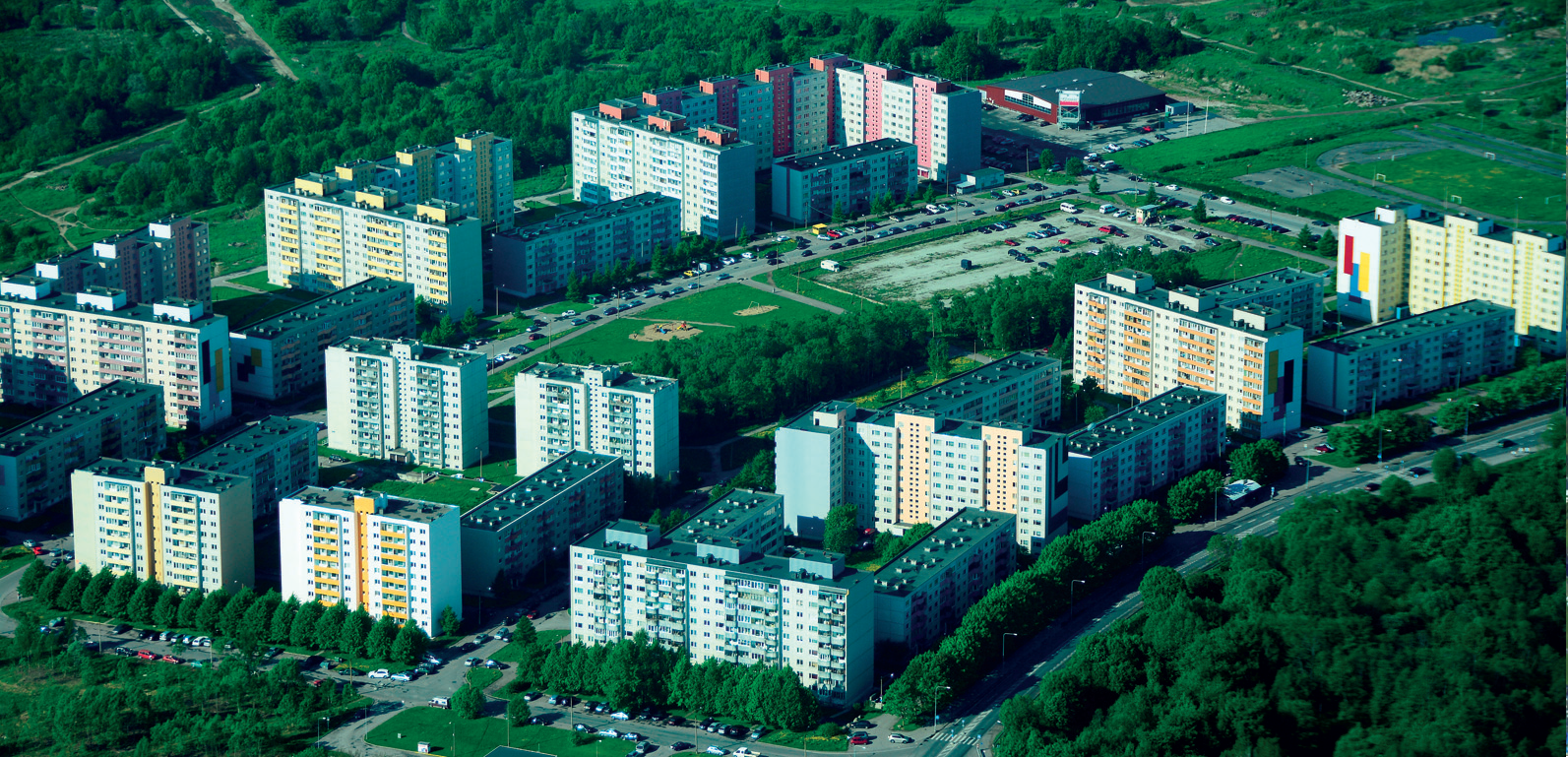
Вид на микрорайон с воздуха
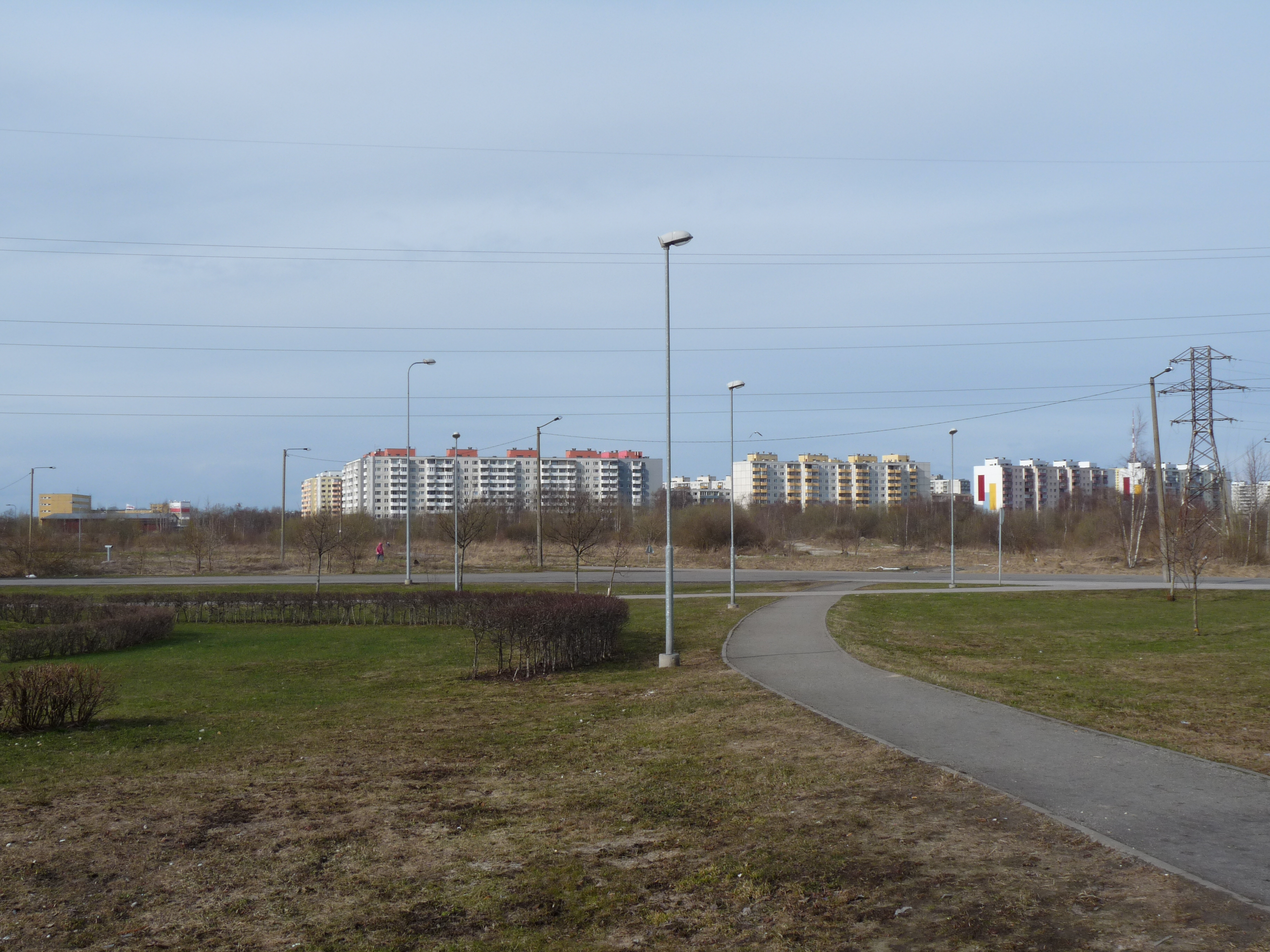
Вид с улицы Арбу
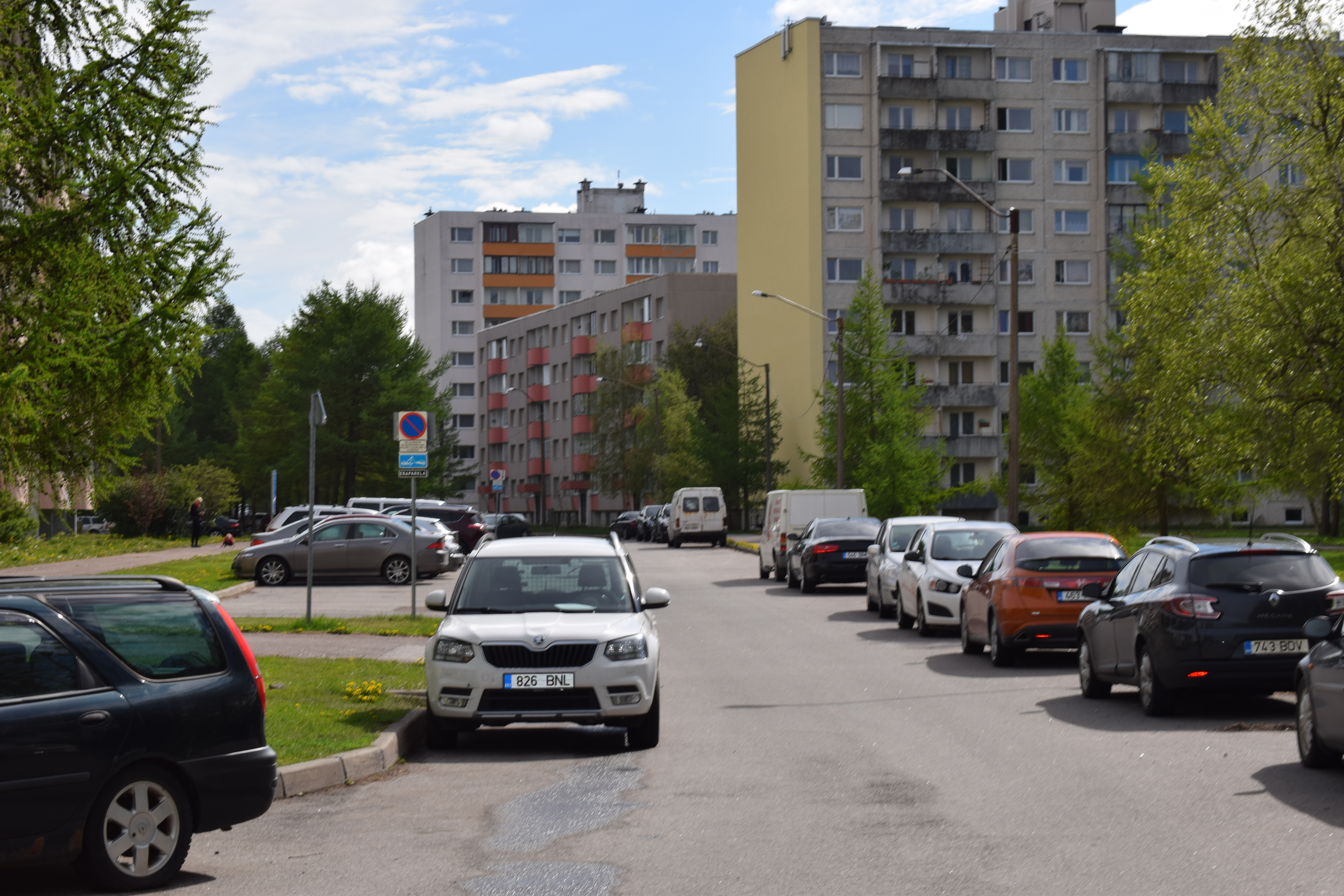
Улица Катлери
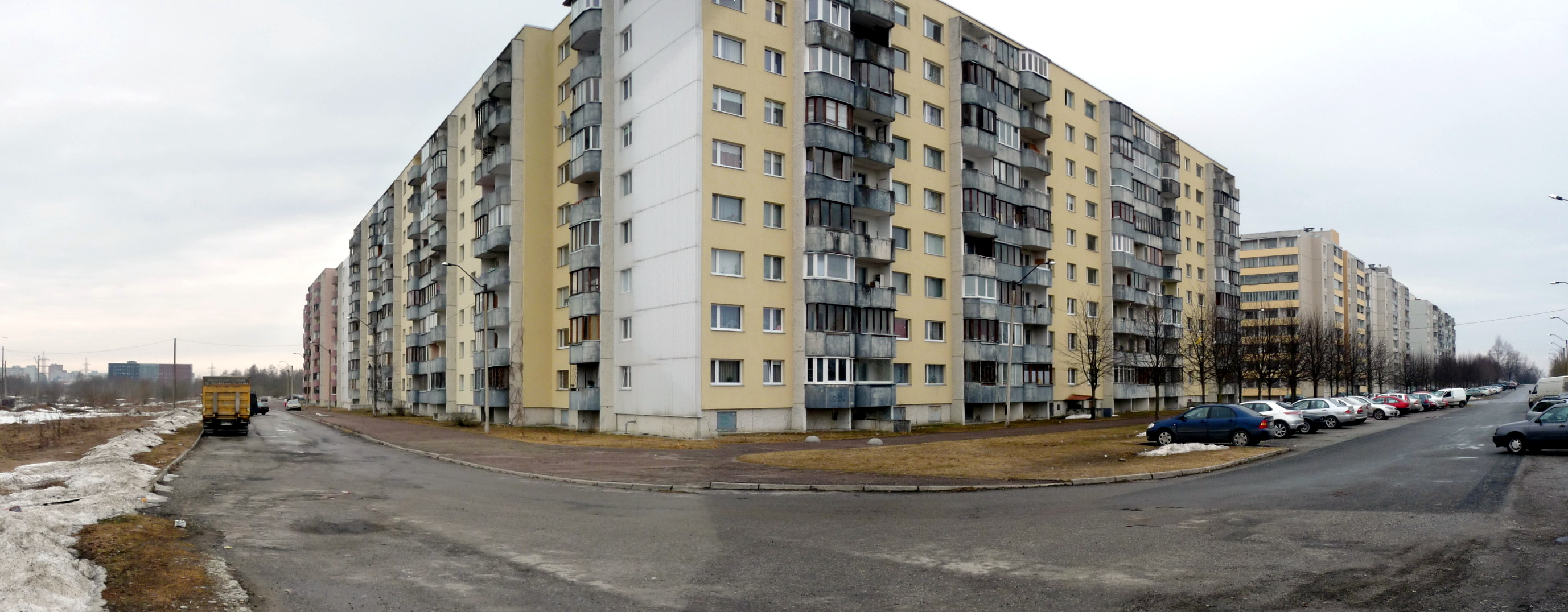
Улица Тондираба
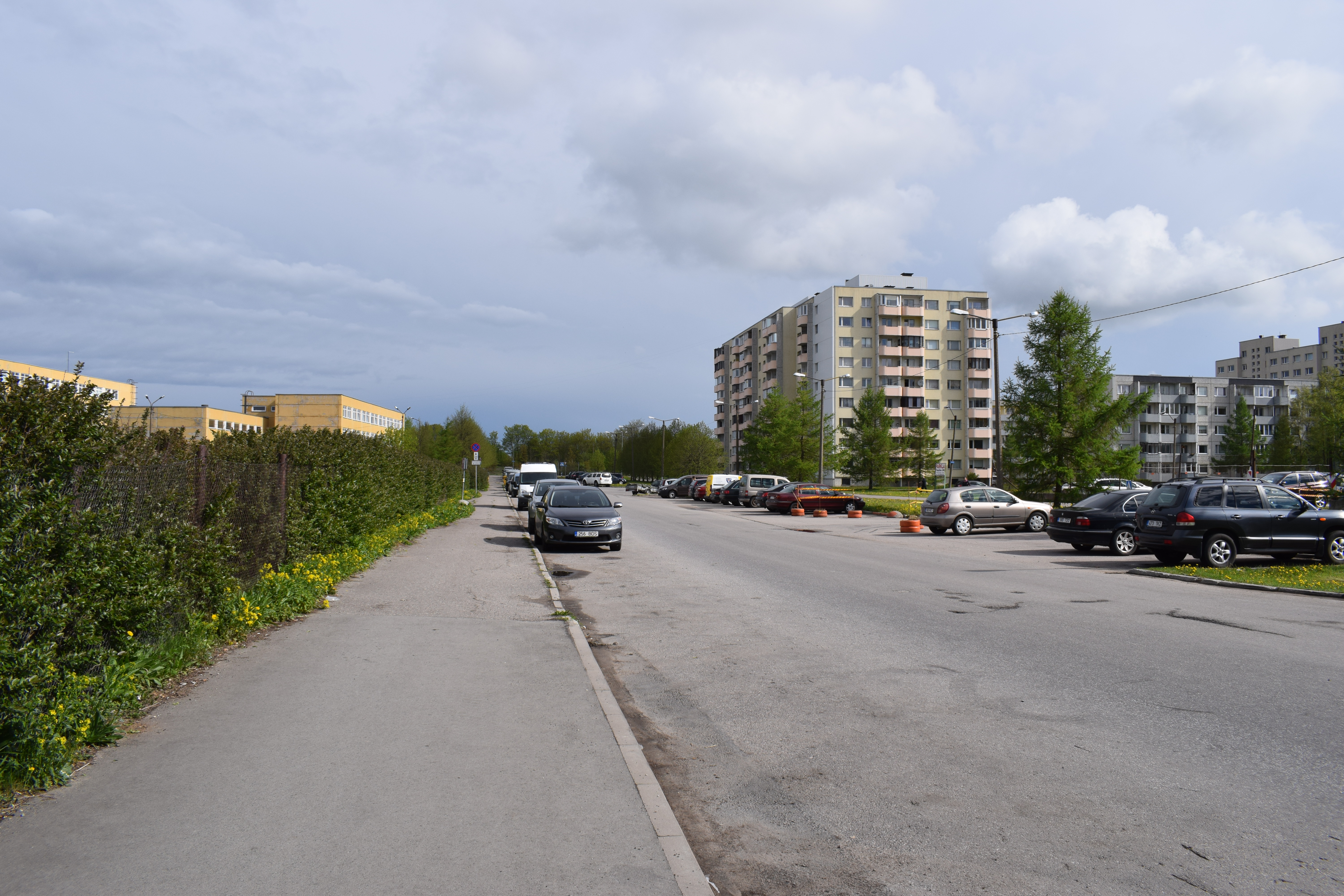
Улица Мартса
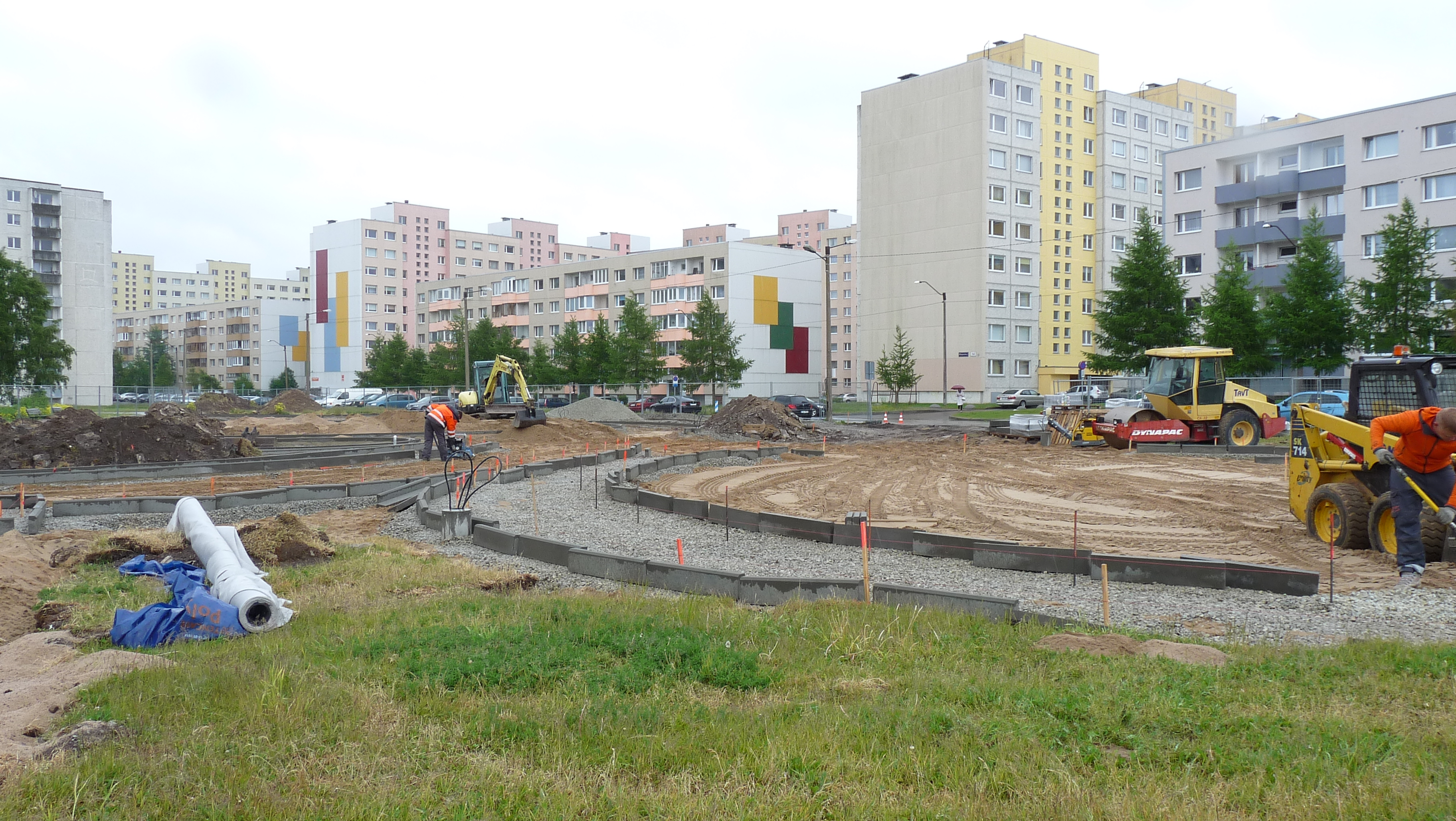
Строительство детской площадки, 2015 год